# Undernet
Undernet ist ein IRC-Netzwerk. Es entstand im Sommer 1993 als Folge von Streitigkeiten zwischen den Betreibern des EFnets.
Die Macher des Undernets legten Wert auf eine bessere Kontrolle der Vorgänge im Netzwerk. Hierzu wurde eine eigene Server-Software entwickelt, die als undernet-ircu auch von anderen Netzwerken eingesetzt wird. Undernet-Programmierer waren es, die den Timestamp-Patch einführten, mit dem jede Benutzeraktion registriert wurde. So konnten erstmals neue Channels oder Nicknames einem Benutzer zugeordnet werden und womöglich illegale Aktivitäten im Netz besser verfolgt werden.
Im Undernet können Kanäle registriert werden, nicht jedoch Nicknames. Voraussetzung zur Registrierung von Channels sind ein reger Betrieb und 5 Teilnehmer, die den zukünftigen Channelmanager unterstützen. Kanäle mit dem Hauptzweck Distribution von widerrechtlichen Kopien werden nicht registriert und bekommen auch keinerlei Unterstützung durch die Administratoren. Ein weiteres Feature ist der mode x, mit dem registrierte Nutzer ihre Hostmaske verbergen können.
Server gibt es in 35 Ländern, unter anderem in den Niederlanden fünf, in der Schweiz und in Österreich zwei. In Deutschland gibt es keinen Undernet-Server. Hauptsprachen im Undernet sind Englisch, Spanisch und Rumänisch. Anlaufpunkte für deutschsprachige Chatter sind die Channel #germany und #deutschland.